# Liste des maires de Lille
Cet article dresse la liste des maires de Lille (Nord) depuis la Révolution française.

## Avant la création de la fonction
À l’avènement de la commune en 1235, grâce à une charte octroyée par Jeanne de Constantinople, comtesse de Flandre, les pouvoirs réglementaire, exécutif et judiciaire dans la cité sont exercés par le « Magistrat de Lille », composé initialement de 25 puis de 33 membres temporaires et dix officiers permanents. Les membres temporaires, renouvelés à chaque Toussaint, étaient choisis pour 25 d'entre eux par quatre commissaires (le gouverneur, l’intendant et deux gentilshommes de la ville) désignés d'abord par le comte de Flandre, puis par le roi, et, lorsque leur nombre est passé à 33, pour les 8 autres par les curés des anciennes paroisses de la ville (Saint-Pierre, Saint-Étienne, Saint-Sauveur et Saint-Maurice). C'est parmi les membres temporaires choisis par les commissaires que figuraient les douze échevins, dont le premier était le « Mayeur » et le second le « Cottereau », qui désignaient à leur tour le « Rewart » appelé communément le luthun, chef de la police urbaine. Ce système restera en vigueur jusqu'à la Révolution française, Charles Quint en 1516, puis Louis XIV en 1668, ayant juré de respecter la constitution urbaine lilloise portant sur les « franchises, lois et coutumes ».
Depuis la Révolution française, les maires de Lille sont désignés ou élus comme l'ensemble des autres maires français.
Le dernier Mayeur de Lille en 1789 était Jacques Denis du Péage.

## Création de la fonction
En 1790, Louis Bonaventure Vanhoenacker devient le premier maire de Lille.

## Liste des maires
| Période | Période | Identité                               | Étiquette          | Qualité |
| ------- | ------- | -------------------------------------- | ------------------ | --- |
| 1790    | 1791    | Louis Bonaventure Vanhoenacker         |                    | Bourgeois de Lille, Négociant, Président de la Chambre de Commerce. |
| 1791    | 1792    | François André-Bonte                   |                    | Marchand de dentelles |
| 1793    | 1793    | Guillaume Lefebvre-Dhenin              |                    | |
| 1793    | 1793    | A. Desjardins                          | Sans-culottes      | Artiste président du conseil général de Lille |
| 1793    | 1794    | Bernard-Danniaux                       |                    | Brasseur président du conseil général de Lille |
| 1794    | 1794    | Bernard-Tilloy                         | Républicain        | Filtier |
| 1794    | 1795    | A. Desjardins                          | Sans-culottes      | Artiste |
| 1795    | 1796    | François André-Bonte                   |                    | Marchand de dentelles |
| 1796    | 1797    | Ignace Capon                           |                    | Marchand de vin |
| 1797    | 1797    | Claude François Marguerite Artaud      |                    | Homme de loi |
| 1797    | 1799    | Apolinaire Drapier                     |                    | Apothicaire |
| 1799    | 1799    | Ignace Capon                           |                    | Marchand de vin |
| 1799    | 1799    | Nicolas Gentil-Muiron                  |                    | Négociant. Conseiller général du Nord |
| 1799    | 1800    | François Théry-Falligan                |                    | Négociant en mercerie, Conseiller municipal, |
| 1800    | 1803    | Nicolas Gentil-Muiron                  |                    | Conseiller général du Nord |
| 1803    | 1815    | Louis Marie Joseph de Brigode          |                    | Pair de France Conseiller général du Nord (1804 → 1806) |
| 1815    | 1815    | Charles-François Joseph de Waresquiel  |                    | Adjoint au maire |
| 1815    | 1815    | Nicolas Gentil-Muiron                  |                    | Conseiller général du Nord |
| 1816    | 1830    | Jean-Baptiste Joseph de Muyssart,      | Ultra-royaliste    | Député du Nord (1820 → 1827), Président du Conseil général du Nord (1822 → 1829) Commandeur de la Légion d'honneur Démissionnaire. |
| 1830    | 1830    | François Barrois-Virnot                |                    | Député du Nord (1830 → 1834), Président du Conseil général du Nord (1831 → 1832), Conseiller général du Nord (1831 → 1833). |
| 1830    | 1832    | Jean-Baptiste Smet (1787-1856)         |                    | Propriétaire, filtier Conseiller général de LilleSud-Est (1833 → 1848) |
| 1832    | 1834    | Charles-Marie Désiré Lethierry-Barrois |                    | Capitaine d'artillerie au service de Napoléon Ier/ Conseiller municipal/ Chevalier de la Légion d'Honneur |
| 1834    | 1848    | Louis Bigo-Danel                       |                    | Négociant, propriétaire. |
| 1848    | 1852    | Pierre Bonte-Pollet                    |                    | |
| 1852    | 1866    | Auguste Richebé                        |                    | Bourgeois |
| 1866    | 1867    | Auguste Flamen                         |                    | |
| 1867    | 1867    | Jules Meunier                          |                    | Notaire |
| 1867    | 1873    | Charles Crespel-Tilloy                 |                    | Direction de la société de filterie, Cofondateur de Crespel et Descamps, Président des Établissements Kuhlmann. Crespel-Tilloy, Cofondateur et président du Crédit du Nord Président du Tribunal de commerce de Lille.                             |
| 1873    | 1878    | André Catel-Béghin                     |                    | Négociant, Administrateur du comptoir d'escompte. |
| 1878    | 1881    | Jules Dutilleul                        |                    | Brasseur, Inventeur, Conseiller général de Lille-Nord (1871 → 1883) Sénateur du Nord (1883 → 1884) |
| 1881    | 1896    | Géry Legrand                           | Union républicaine | Sénateur du Nord (1888 → 1902) Conseiller général de Lille-Nord (1871 → 1883). |
| 1896    | 1904    | Gustave Delory                         | POF                | Régleur, pelotonneur, cantonnier, gérant de coopérative, imprimeur compositeur, clicheur, journaliste Député du Nord (1902 → 1925) |
| 1904    | 1919    | Charles Delesalle                      | FR                 | Président du comité linier |
| 1919    | 1925    | Gustave Delory                         | SFIO               | Régleur, pelotonneur, cantonnier, gérant de coopérative, imprimeur compositeur, clicheur, journaliste Député du Nord (1902 → 1925) Conseiller général de Lille-Nord-Est (1913 → 1925)                                                              |
| 1925    | 1929    | Roger Salengro,                        | SFIO               | Employé puis journaliste Député du Nord (1928 → 1936) |
| 1929    | 1929    | Alexandre Bracke-Desrousseaux,         | SFIO               | Savant helléniste Député du Nord (1928 → 1936) |
| 1929    | 1936    | Roger Salengro,                        | SFIO               | Employé puis journaliste Député du Nord (1928 → 1936) Ministre de l’Intérieur du Front populaire (juin 1936 → novembre 1936) Se suicide pendant ses fonctions, à la suite de calomnies de l'extrême droite                                         |
| 1936    | 1940    | Charles Saint-Venant,                  | SFIO               | Employé, Résistant Député du Nord (4e circ. de Lille) (1936 → 1942) Conseiller général du canton de Lille-Sud-Est |
| 1940    | 1944    | Paul Dehove                            | SFIO               | Commis-rédacteur, puis inspecteur des PTT Nommé conseiller départemental du Nord en 1943 Nommé président du Conseil départemental (1943-1945) Rallié à Pétain et imposé par le régime de Vichy                                                     |
| 1944    | 1947    | Denis Cordonnier,                      | SFIO               | Médecin, directeur du service médico-social de l'Union départementale des syndicats ouvriers C.G.T. du Nord Député du Nord (2e circ) (1945 → 1952), Conseiller général de Lille-Est (1937 → 1940 et 1945 → 1952) Nommé maire en 1944, élu en 1945. |
| 1947    | 1955    | René Gaifie                            | app. RPF (RS)      | Conseiller général de Lille-Sud-Est (1949 → 1955) Conseil municipal dissous en 1955 |

### Liste des maires élus sous la VeRépublique
| No | Portrait | Nom                                                    | Début du mandat | Fin du mandat  | Appartenance politique | Notes |
| -- | -------- | ------------------------------------------------------ | --------------- | -------------- | ---------------------- | --- |
| 1  |          | Augustin Laurent (9 septembre 1896 - 1er octobre 1990) | 14 juin 1955    | 8 janvier 1973 | SFIO puis PS           | Résistant Ancien ministre (1944 → 1945 et 1946 → 1947) député du Nord (1945 → 1951) Président du conseil général du Nord (1945 → 1946, 1947 → 1955 et 1955 → 1967) |
| 2  |          | Pierre Mauroy (5 juillet 1928 - 7 juin 2013)           | 8 avril 1973    | 25 mars 2001   | PS                     | Ancien Premier ministre (1981 → 1984) Sénateur du Nord (1992 → 2011) Président de Lille Métropole Communauté urbaine (1989 → 2008) Député du Nord (Première circonscription du Nord (1973 → 1983 et 1986 → 1993) |
| 3  |          | Martine Aubry (née le 8 août 1950 à Paris)             | 25 mars 2001    | 21 mars 2025   | PS                     | Elle gagne en popularité de façon significative avec l'opération « Lille 2004 (capitale européenne de la culture) », qui modifie l’image de la ville. Cette initiative, qui succède notamment à la candidature ratée pour accueillir les Jeux olympiques, propose 2 500 événements culturels, parmi lesquels des fêtes et des expositions, comme la grande exposition Rubens au Palais des beaux-arts de Lille. Pour un budget s'élevant à 73 millions d'euros, dont environ la moitié est apportée par la ville et la région Nord-Pas-de-Calais, des infrastructures sont créées (douze « Maisons Folies ») ou rénovées (opéra de Lille). Pour Martine Aubry, avec ses neuf millions de visiteurs, cet événement « a fait gagner dix ans de notoriété à la ville ». Le 14 octobre 2006, elle lance « Lille 3000 », l'après-« Lille 2004 », qui pare pour trois mois sa ville aux couleurs de l'Inde, et propose au public de nombreuses manifestations culturelles : près d'un million de visiteurs sont accueillis à cette occasion. Elle met en œuvre un nouveau partage de l'espace public entre piétons, voitures et vélos, et lance le Projet de renouvellement urbain à Lille-Sud et dans le quartier de Moulins, « Lille, ville de la solidarité », « Lille Plage » ou encore « Lille Neige ». De mars à juillet 2009, a lieu la deuxième saison de Lille 3000, intitulée « Europe XXL », qui a pour thème principal les pays d'Europe orientale et Istanbul. À cette occasion, la gare de Lille-Saint-Sauveur est reconvertie en espace culturel. Dans le même temps, elle participe à l'inauguration d'Euratechnologies, pôle consacré aux nouvelles technologies. L'année suivante, en 2010, pour la première fois en France, la Galerie Saatchi de Londres présente à Lille plus de soixante œuvres de sa collection d'art contemporain. Le 6 octobre 2012, est lancée la troisième saison de Lille 3000, intitulée « Fantastic ». |
| 4  |          | Arnaud Deslandes                                       | 21 mars 2025    | en cours       | PS                     | |

## Compléments